# Élections sénatoriales de 2014 en Corrèze
Les élections sénatoriales de 2014 en Corrèze ont lieu le dimanche 28 septembre 2014. Elles ont pour but d'élire les deux sénateurs représentant le département au Sénat pour un mandat de six années.

## Contexte départemental
Lors des élections sénatoriales du 21 septembre 2008 en Corrèze, deux sénateurs ont été élus au scrutin majoritaire : René Teulade et Bernadette Bourzai, tous deux candidats du PS. René Teulade, décédé en février 2014, est remplacé au Sénat par sa suppléante Patricia Bordas qui est à nouveau candidate en 2014. 
Depuis 2008, le collège électoral, constitué des grands électeurs que sont les sénateurs sortants, les députés, les conseillers régionaux, les conseillers généraux et les délégués des conseils municipaux, a été largement renouvelé par des élections législatives de 2012 à l'issue desquelles le PS détient les deux circonscriptions du département, les élections régionales de 2010 qui ont conforté la majorité de gauche au conseil régional du Limousin, les élections cantonales de 2011 qui ont permis à la gauche de renforcer son étroite majorité au conseil général présidé jusqu'en 2012 par François Hollande, et surtout les élections municipales de 2014 qui ont vu un net recul de la gauche qui perd notamment Brive-la-Gaillarde, Ussel et Malemort-sur-Corrèze. Le PS qui détenait 6 des 9 villes de plus de 3500 habitants n'en gère plus que 3. Mais les résultats dans les communes importantes ne peuvent occulter une réalité qui complexifie les pronostics en Corrèze: plus de la moitié du corps électoral est issu de communes de moins de 1 500 habitants. 

## Rappel des résultats de 2008
| Candidat et parti politique | Candidat et parti politique | Candidat et parti politique | Premier tour | Premier tour | Second tour | Second tour |
| Candidat et parti politique | Candidat et parti politique | Candidat et parti politique | Voix         | %            | Voix        | %           |
| --------------------------- | --------------------------- | --------------------------- | ------------ | ------------ | ----------- | ----------- |
|                             | Bernadette Bourzai          | PS                          | 307          | 41,60        | 399         | 55,03       |
|                             | Daniel Chasseing            | UMP                         | 305          | 41,33        | 337         | 46,48       |
|                             | René Teulade                | PS                          | 282          | 38,21        | 368         | 50,76       |
|                             | Jean-Pierre Decaie          | UMP                         | 236          | 31,98        |             |             |
|                             | Christian Audouin           | PCF                         | 157          | 21,27        |             |             |
|                             | Jean-Claude Deschamps       | MoDem                       | 39           | 5,28         |             |             |
|                             | Paul-Bruno Couturon         | DVD                         | 25           | 3,39         |             |             |
|                             |                             |                             |              |              |             |             |
| Inscrits                    | Inscrits                    | Inscrits                    | 751          | 100,00       | 751         | 100,00      |
| Abstentions                 | Abstentions                 | Abstentions                 | 6            | 0,80         | 5           | 0,67        |
| Votants                     | Votants                     | Votants                     | 745          | 99,20        | 746         | 99,33       |
| Blancs et nuls              | Blancs et nuls              | Blancs et nuls              | 7            | 0,94         | 21          | 2,82        |
| Exprimés                    | Exprimés                    | Exprimés                    | 738          | 99,06        | 725         | 97,18       |

## Sénateurs sortants
| Sénateur | Sénateur           | Parti | Fonctions lors de l'élection en 2008                           |
| -------- | ------------------ | ----- | -------------------------------------------------------------- |
|          | Bernadette Bourzai | PS    | Députée européenne, conseillère régionale                      |
|          | Patricia Bordas    | PS    | Conseillère régionale, adjointe au maire de Brive-la-Gaillarde |

## Collège électoral
En application des règles applicables pour les élections sénatoriales françaises, le collège électoral appelé à élire les sénateurs de la Corrèze en 2014 se compose de la manière suivante :
| Délégués des communes                                                                         |                        |                       |                       |          |                     |
|                                                                                               | Conseillers municipaux | Délégués / commune    | Communes concernées   | Délégués | % collège électoral |
| Délégués des communes de moins de 9 000 habitants                                             |                        |                       |                       |          |                     |
| - communes de < 100 habitants                                                                 | 7                      | 1                     | 30                    | 30       | 3,90%               |
| - communes de < 500 habitants                                                                 | 11                     | 1                     | 160                   | 160      | 20,78%              |
| - communes de < 1500 habitants                                                                | 15                     | 3                     | 70                    | 210      | 27,27%              |
| - communes de < 2 500 habitants                                                               | 19                     | 5                     | 12                    | 60       | 7,79%               |
| - communes de < 3 500 habitants                                                               | 23                     | 7                     | 5                     | 35       | 4,55%               |
| - communes de < 5 000 habitants                                                               | 27                     | 15                    | 5                     | 75       | 9,74%               |
| - communes de < 9 000 habitants                                                               | 29                     | 15                    | 1                     | 15       | 1,95%               |
| Délégués des communes de 9 000 à 29 999 habitants                                             |                        |                       |                       |          |                     |
| - communes de < 10 000 habitants                                                              | 29                     | 29                    | 0                     | 0        | 0,00%               |
| - communes de < 20 000 habitants                                                              | 33                     | 33                    | 1                     | 33       | 4,29%               |
| - communes de < 30 000 habitants                                                              | 35                     | 35                    | 0                     | 0        | 0,00%               |
| Délégués des communes de 30 000 habitants et plus                                             |                        |                       |                       |          |                     |
| - Brive-la-Gaillarde (48 267 hab.)                                                            | 43                     | 62                    | 1                     | 65       | 8,44%               |
| Délégués des communes bénéficiant des dispositions particulières pour les communes fusionnées |                        |                       |                       |          |                     |
| - Ussel                                                                                       |                        |                       | 1                     | 31       | 4,03%               |
| Délégués des communes                                                                         | Délégués des communes  | Délégués des communes | Délégués des communes | 714      | 92,73%              |
| Conseillers généraux                                                                          | Conseillers généraux   | Conseillers généraux  | Conseillers généraux  | 37       | 4,81%               |
| Conseillers régionaux                                                                         | Conseillers régionaux  | Conseillers régionaux | Conseillers régionaux | 15       | 1,95%               |
| Députés                                                                                       | Députés                | Députés               | Députés               | 2        | 0,26%               |
| Sénateurs                                                                                     | Sénateurs              | Sénateurs             | Sénateurs             | 2        | 0,26%               |
| Total                                                                                         | Total                  | Total                 | Total                 | 770      | 100,00%             |

1. ↑  Dans les communes de moins de 9 000 le conseil municipal élit en son sein des délégués dont le nombre dépend de la taille de la commune.
2. ↑  Dans les communes de 9 000 à 29 999 habitants, tous les conseillers municipaux sont délégués. Il n'y a pas de délégués supplémentaires
3. ↑  Dans les communes de plus de 30 000 habitants, tous les conseillers municipaux sont délégués et, en complément, le conseil municipal désigne des délégués supplémentaires à raison de 1 par tranche de 800 habitants au-delà de 30 000 habitants
4. ↑  « Dans le cas où le conseil municipal est constitué par application des articles L. 2113-6 et L. 2113-7 du code général des collectivités territoriales relatif aux fusions de communes dans leur rédaction antérieure à la loi n° 2010-1563 du 16 décembre 2010 de réforme des collectivités territoriales, le nombre de délégués est égal à celui auquel les anciennes communes auraient eu droit avant la fusion. » (Code électoral, article L284)
5. ↑  Ussel: 9 948 hab. incluant les communes associées de La Tourette et Saint-Dezery, soit 29 délégués pour Ussel et 1 pour chacune des communes associées.

## Présentation des candidats
Les nouveaux représentants sont élus pour une législature de 6 ans au suffrage universel indirect par les grands électeurs du département. En Corrèze, les deux sénateurs sont élus au scrutin majoritaire à deux tours. Ils sont 9 candidats dans le département, chacun avec un suppléant.
| N°  | Candidats | Candidats                    | Parti | Principales fonctions                           |
| --- | --------- | ---------------------------- | ----- | ----------------------------------------------- |
| T01 |           | Claude Nougein               | UMP   | Conseiller général                              |
| S01 |           | Nelly Simandoux              | UMP   |                                                 |
| T02 |           | Patricia Bordas              | PS    | Sénatrice sortante                              |
| S02 |           | Bernard Roux                 | PS    | Maire de Masseret                               |
| T03 |           | Daniel Chasseing             | UDI   | Conseiller général, maire de Chamberet          |
| S03 |           | Dominique Noailletas         | UDI   |                                                 |
| T04 |           | Bernard Combes               | PS    | Conseiller général, maire de Tulle              |
| S04 |           | Nathalie Delcouderc-Juillard | PS    | Conseillère régionale, maire de Bort-les-Orgues |
| T05 |           | Jean Mouzat                  | PCF   |                                                 |
| S05 |           | Véronique Momenteau          | PCF   |                                                 |
| T06 |           | Martine Contie               | PCF   |                                                 |
| S06 |           | Jean-Marie Roume             | PCF   |                                                 |
| T07 |           | Alain Balmisse               | FN    |                                                 |
| S07 |           | Nelly Pagani                 | FN    |                                                 |
| T08 |           | Isabelle Brugeaud            | EELV  |                                                 |
| S08 |           | Gildas Thuard                | EELV  |                                                 |
| T09 |           | Daniel Freygefond            | EELV  |                                                 |
| S09 |           | Madeleine Antoine            | EELV  |                                                 |

## Résultats
| Candidat et parti politique | Candidat et parti politique | Candidat et parti politique | Premier tour | Premier tour | Second tour | Second tour |
| Candidat et parti politique | Candidat et parti politique | Candidat et parti politique | Voix         | %            | Voix        | %           |
| --------------------------- | --------------------------- | --------------------------- | ------------ | ------------ | ----------- | ----------- |
|                             | Daniel Chasseing            | UDI                         | 388          | 51,73        |             |             |
|                             | Claude Nougein              | UMP                         | 359          | 47,87        | 382         | 52,69       |
|                             | Bernard Combes              | PS                          | 261          | 34,80        | 335         | 46,21       |
|                             | Patricia Bordas             | PS                          | 203          | 27,07        |             |             |
|                             | Jean Mouzat                 | PCF                         | 79           | 10,53        |             |             |
|                             | Martine Contie              | PCF                         | 71           | 9,47         |             |             |
|                             | Isabelle Brugeaud           | EELV                        | 17           | 2,27         | 8           | 1,10        |
|                             | Daniel Freygefond           | EELV                        | 12           | 1,60         |             |             |
|                             | Alain Balmisse              | FN                          | 6            | 0,80         |             |             |
|                             |                             |                             |              |              |             |             |
| Inscrits                    | Inscrits                    | Inscrits                    | 770          | 100,00       | 770         | 100,00      |
| Abstentions                 | Abstentions                 | Abstentions                 | 5            | 0,65         | 7           | 0,91        |
| Votants                     | Votants                     | Votants                     | 765          | 99,35        | 763         | 99,09       |
| Blancs                      | Blancs                      | Blancs                      | 2            | 0,26         | 23          | 3,01        |
| Nuls                        | Nuls                        | Nuls                        | 13           | 1,70         | 15          | 1,97        |
| Exprimés                    | Exprimés                    | Exprimés                    | 750          | 98,04        | 725         | 95,02       |